# علف جگن کوچک
 علف جگن کوچک(نام علمی: Artemisia arbuscula) نام یک گونه از سرده درمنه‌ها است.